# Lsof
lsof는 list open files(열려있는 파일 나열)을 뜻하는 명령으로, 수많은 유닉스 계열 운영 체제에서 열려있는 모든 파일과, 그 파일들을 열고 있는 프로세스들의 목록을 출력한다.  이 오픈 소스 유틸리티는 퍼듀 대학교 컴퓨팅 센터의 부소장으로 은퇴한 빅터 A. 아벨이 개발·지원하였다. 일부 유닉스 계열에서 동작하며 지원한다.

## 예
시스템에 열려 있는 파일들로는 모든 프로세스가 열고 있는 디스크 파일, 지명 파이프, 네트워크 소켓, 장치를 포함한다. 지정되지 않은 파일들이 사용 중이라는 이유로 디스크를 마운트할 수 없을 때 이용하면 유용하다. 열려있는 파일들을 사용하고 있는 프로세스를 식별하기 위해 (필요 시 적절히 필터링도 가능) 사용할 수 있다.
```
# lsof /var

COMMAND
     
PID
     
USER
   
FD
   
TYPE
 
DEVICE
 
SIZE/OFF
   
NODE
 
NAME
syslogd
     
350
     
root
    
5w
  
VREG
  
222
,5
        
0
 
440818
 
/var/adm/messages
syslogd
     
350
     
root
    
6w
  
VREG
  
222
,5
   
339098
   
6248
 
/var/log/syslog
cron
        
353
     
root
  
cwd
   
VDIR
  
222
,5
      
512
 
254550
 
/var
 
--
 
atjobs

```

데몬과 관련된 포트를 보는 방법은 다음과 같다:
```
# lsof -i -n -P | grep sendmail

sendmail
  
31649
    
root
    
4u
  
IPv4
 
521738
       
TCP
 
*:25
 
(
LISTEN
)

```

위에서 "sendmail"을 보면 표준 포트 25를 대기하고 있는 것을 확인할 수 있다.
- -i IP 소켓을 나열한다.
- -n 호스트 이름을 결정하지 않는다 (DNS 없음).
- -P 포트 이름을 결정하지 않는다 (이름 대신 포트 번호 나열).

lsof -U를 이용하면 유닉스 소켓을 나열할 수 있다.

## 같이 보기
- fuser
- netstat
- strace